# Dicranomyia livida
Dicranomyia livida är en tvåvingeart som först beskrevs av Thomas Say 1829.  Dicranomyia livida ingår i släktet Dicranomyia och familjen småharkrankar. Inga underarter finns listade i Catalogue of Life.